# Chloropsina poecilogaster
Chloropsina poecilogaster är en tvåvingeart som först beskrevs av Becker 1913.  Chloropsina poecilogaster ingår i släktet Chloropsina och familjen fritflugor.
Artens utbredningsområde är Etiopien. Inga underarter finns listade i Catalogue of Life.